# Olio di vinaccioli

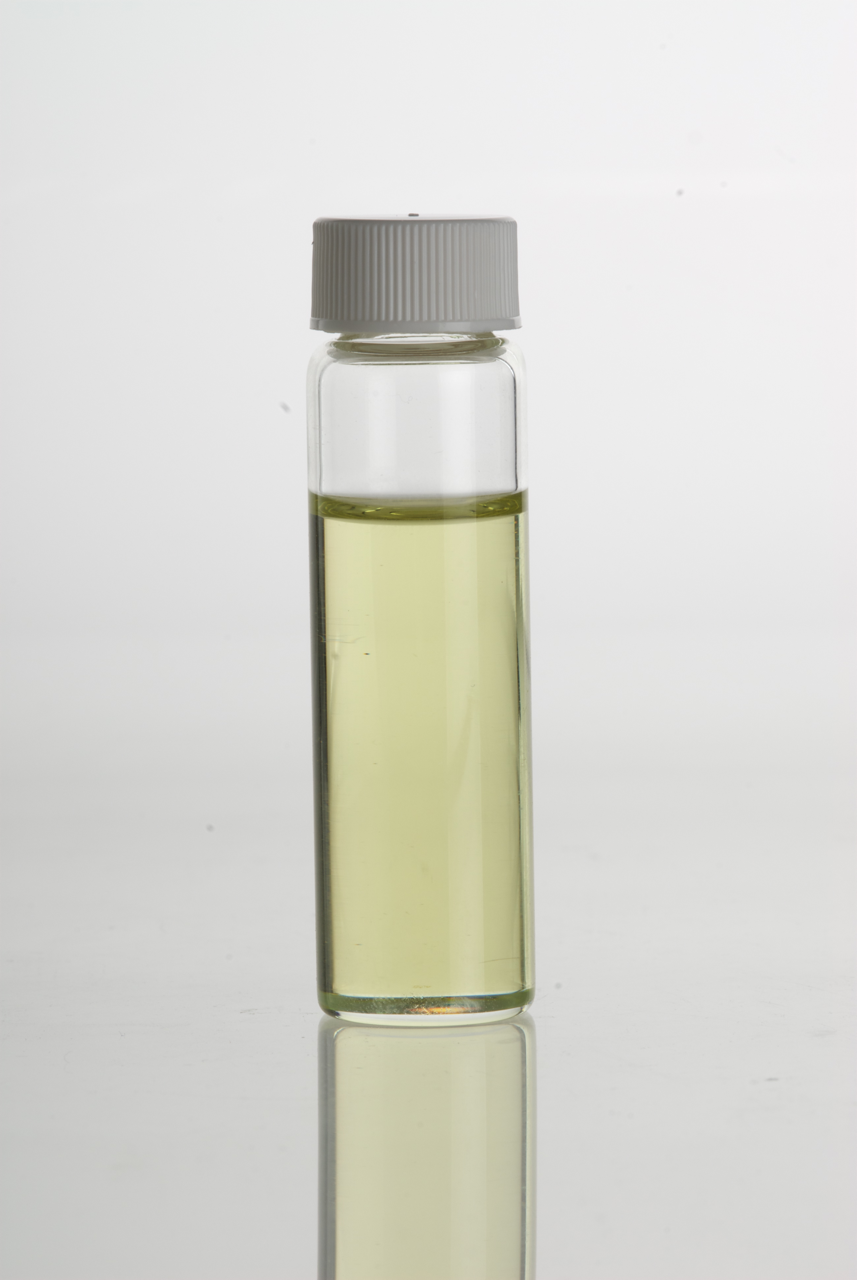
Olio di vinaccioli

L'olio di vinaccioli è un olio alimentare estratto dai vinaccioli.

## Produzione
I vinaccioli contengono olio in ragione del 10-20%, percentuale che varia con la cultivar. I vinaccioli sono normalmente ricavati dalle vinacce come sottoprodotto della produzione vitivinicola. È necessaria una accurata e veloce fase di essiccamento per produrre un olio con buone caratteristiche organolettiche e un buon contenuto di polifenoli, se così non avviene i microrganismi inficiano il risultato finale.
Tradizionalmente viene estratto meccanicamente con presse idrauliche o a vite, con questo metodo si ottiene un prodotto dal costo elevato. Un altro metodo è l'estrazione con acqua calda, ma ha rese molto basse e necessita la successiva rottura dell'emulsione e stadi di evaporazione dell'acqua.
Il metodo di produzione più comune è l'estrazione con esano. È possibile anche utilizzare anidride carbonica in fase supercritica.

## Composizione
L'olio di vinaccioli è composto per circa il 99 % da acilgliceridi (trigliceridi). 
In tutti gli oli vegetali la composizione può variare in funzione della cultivar, delle condizioni ambientali, della raccolta e della lavorazione.
Legenda: concentrazioni tipiche in % w/w, valori medi rilevati dal Codex Alimentarius.
| acido grasso       | concentrazione (%) |
| ------------------ | ------------------ |
| acido miristico    | 0,15               |
| acido palmitico    | 8,25               |
| acido palmitoleico | 0,6                |
| acido margarico    | 0,06               |
| acido stearico     | 4,75               |
| acido oleico       | 20,0               |
| acido linoleico    | 68,0               |
| acido α-linolenico | 0,5                |
| acido arachico     | 0,5                |
| acido gadoleico    | 0,15               |
| acido beenico      | 0,47               |
| acido erucico      | 0,25               |
| acido lignocerico  | 0,25               |

La distribuzione di acidi grassi dell'olio di vinacciolo è molto simile a quella dell'olio di girasole
L'olio contiene anche steroli, tocoferoli e polifenoli che nel processo di raffinazione possono essere ridotti ma anche reintegrati.

## Utilizzi

### In alimentazione
Viene utilizzato nell'alimentazione come condimento e per l'elevato punto di fumo (190-230 °C) può essere utilizzato per cotture ad alte temperature.

### In cosmetica
In campo cosmetico agisce al pari di altri oli vegetali come emolliente e può essere utilizzato sul viso e sul corpo, in quanto rende la pelle più elastica, morbida e levigata.
Utilizzato sui capelli ne riduce la permeabilità all'umidità e ne aumenta la pettinabilità. Si tratta di un olio suscettibile all'ossidazione e irrancidimento che nell'utilizzo cosmetico richiede una protezione antiossidante.
Per il suo apporto di acido linoleico si ipotizza una potenziale partecipazione ad alcuni processi cutanei, con funzione antiproliferativa e lenitiva.
Leggermente siccativo, non è incompatibile con le pelli grasse.
La denominazione INCI è: VITIS VINIFERA SEED OIL.

### In altri campi
Il prodotto di qualità non alimentare può trovare impiego nella produzione di vernici, polimeri, cosmetici. Può essere utilizzato per produrre biodiesel di buona qualità.